# پسکادور

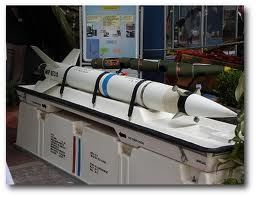
موشک مارتین پسکادور

موشک مارتین پسکادور (Martin Pescador)، موشکی کوتاه برد و هوا به زمین و دارای سرعت مافوق صوت است که توسط وزارت دفاع آرژانتین توسعه یافته است. نام دیگر این موشک شاه ماهی (King fish) است.
نیروی محرکه موشک، شامل یک موتور با سوخت جامد است و کلاهکی به وزن ۴۰ کیلوگرم دارد که حاوی مواد منفجره شدید است که موشک را تا ۸ کیلومتر جابجا می‌کند.

## ویژگی‌ها
- طول: ۹۴/۲ متر
- قطر: ۸۲/۲۱ سانتیمتر
- وزن: ۱۴۰ کیلوگرم
- سرعت: ۳/۲ ماخ
- برد: ۸ کیلومتر
- پهنای بال: ۷۳ سانتیمتر